# Drosera graomogolensis
Drosera graomogolensis es una especie de planta carnívora perteneciente a la familia Droseraceae que es originaria de  Minas Gerais en Brasil y ahora se cultiva como planta ornamental en Europa. En Brasil crece en praderas abiertas y sabanas.

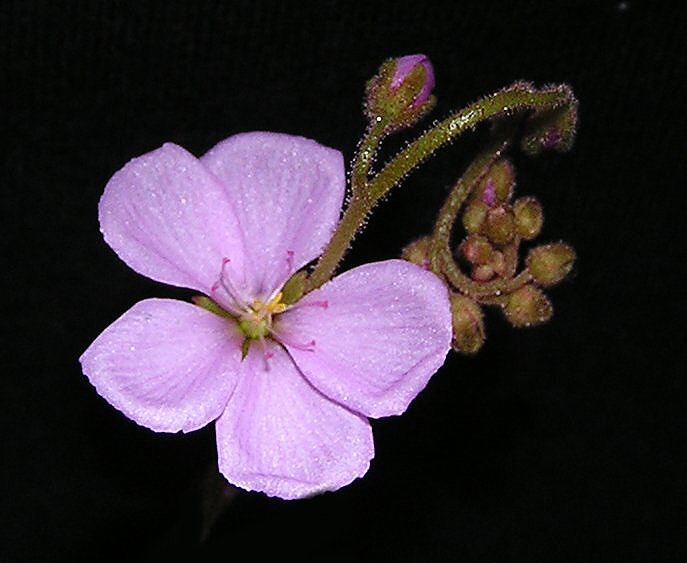
Detalle de la flor

## Descripción
Drosera graomogolensis es una hierba que alcanza un tamaño de hasta 34 cm de altura. Las hojas son de color rojo vino, formando una roseta basal, de hasta 3,5 cm de largo y 6,5 cm de ancho, cubierta con pelos glandulares adhesivos en la superficie superior. La planta produce 1 o 2 tallos de flores, con 10 a 16 flores grandes de color rosado-violeta en cada uno. 

## Taxonomía
Drosera graomogolensis fue descrita por Tânia Regina dos Santos Silva y publicado en Novon 7(1): 85–87, f. 1, 2A. 1997.
graomogolensis: epíteto   geográfico que alude a la localidad donde se encuentra,  Grão-Mogol.